# Zweden op het Eurovisiesongfestival 2008
Zweden nam deel aan het Eurovisiesongfestival 2008 in Belgrado, Servië. Het was de 48ste deelname van het land op het Eurovisiesongfestival. De selectie verliep via het jaarlijkse Melodifestivalen, waarvan de finale plaatsvond op 15 maart 2008. SVT was verantwoordelijk voor de Zweedse bijdrage voor de editie van 2008.

## Selectieprocedure
Melodifestivalen 2008 was de 47ste editie van Melodifestivalen en selecteerde het 48ste lied voor Zweden voor het Eurovisiesongfestival. De competitie vond plaats tussen februari en maart. De show werd gepresenteerd door Kristian Luuk, die ook in 2007 de presentatie op zich nam. De uiterste datum om liedjes in te sturen was 25 september 2007 en er werd een recordaantal van 3489 liedjes ingestuurd. Charlotte Perrelli plaatste zich voor de halve finale van het Eurovisiesongfestival 2008 in Belgrado.

### Eerste halve finale
| Artiest                | Lied                | Televotes       | Televotes | Plaats |
| Artiest                | Lied                | Ronde 1         | Ronde 2   | Plaats |
| ---------------------- | ------------------- | --------------- | --------- | ------ |
| Face-84                | Alla gamla ex-      | Every former ex | -         | 8e     |
| Velvet                 | Déjà vu             | -               | -         | 5e     |
| Christer Sjögren       | I Love Europe       | -               | -         | 1ste   |
| E-Type and The Poodles | Line of Fire        | -               | -         | 3e     |
| Brandur                | Lullaby             | -               | -         | 7e     |
| Michael Michailoff     | That's Love         | -               | -         | 6e     |
| Suzzie Tapper          | Visst finns mirakel | -               | -         | 3e     |
| Amy Diamond            | Thank You           | -               | -         | 1ste   |

#### Tweede halve finale
| Artiest                  | Lied                            | Vertaling | Vertaling | Plaats |
| Artiest                  | Lied                            | Ronde 1   | Ronde 2   | Plaats |
| ------------------------ | ------------------------------- | --------- | --------- | ------ |
| Alexander Schöld         | Den första svalan               | -         | -         | 7e     |
| Lasse Lindh              | Du behöver aldrig mer vara rädd | -         | -         | 6e     |
| Sanna Nielsen            | Empty Room                      | -         | -         | 1ste   |
| Rongedal                 | Just a Minute                   | -         | -         | 1ste   |
| Andra Generationen       | Kebabpizza slivovitza           | -         | -         | 5e     |
| Ola                      | Love in Stereo                  | -         | -         | 3e     |
| The Nicole               | Razborka                        | -         | -         | 8e     |
| Carola & Andreas Johnson | One Love                        | -         | -         | 3e     |

#### Derde halve finale
| Artiest              | Lied                          | Vertaling            | Vertaling | Plaats |
| Artiest              | Lied                          | Ronde 1              | Ronde 2   | Plaats |
| -------------------- | ----------------------------- | -------------------- | --------- | ------ |
| Mikey Huskic         | Izdajice (Never Fall in Love) | -                    | -         | 7e     |
| Ainbusk              | Jag saknar dig ibland         | Sometimes I miss you | -         | 6e     |
| BWO                  | Lay Your Love on Me           | -                    | -         | 1ste   |
| Caracola             | Smiling in Love               | -                    | -         | 3e     |
| Patrik Isaksson      | Under mitt tunna skinn        | -                    | -         | 5e     |
| Frida feat. Headline | Upp och hoppa                 | -                    | -         | 1ste   |
| Thérèse Andersson    | When you Need Me              | -                    | -         | 3e     |
| Eskobar              | Hallelujah New World          | -                    | -         | 8e     |

#### Vierde halve finale
| Artiest             | Lied                     | Vertaling | Televotes | Televotes | Plaats |
| Artiest             | Lied                     | Vertaling | Ronde 1   | Ronde 2   | Plaats |
| ------------------- | ------------------------ | --------- | --------- | --------- | ------ |
| Charlotte Perrelli  | Hero                     | -         | -         | -         | 1ste   |
| Linda Bengtzing     | Hur svårt kan det va?    | -         | -         | -         | 1ste   |
| Nordman             | I lågornas sken          | -         | -         | -         | 3e     |
| Calaisa             | If I Could               | -         | -         | -         | 5e     |
| Fronda              | Ingen mår så bra som jag | -         | -         | -         | 8e     |
| Daniel Mitsogiannis | Pame (Πάμε)              | -         | -         | -         | 7e     |
| Sibel Redzep        | That's Where I'll Go     | -         | -         | -         | 3e     |
| Niklas Strömstedt   | För många ord om kärlek  | -         | -         | -         | 6e     |

#### Tweedekansronde
|  | Ronde 1                             | Ronde 1                            |                             |   | Ronde 2 | Ronde 2 |  |  | Gekwalificeerd | Gekwalificeerd |
|  |                                     |                                    |                             |   |         |         |  |  |                |                |
|  |                                     |                                    |                             |   |         |         |  |  |                |                |
|  |                                     |                                    |                             |   |         |         |  |  |                |                |
|  |                                     |                                    |                             |   |         |         |  |  |                |                |
|  | E-Type & The Poodles- Line of Fire  | -                                  |                             |   |         |         |  |  |                |                |
|  | E-Type & The Poodles- Line of Fire  | -                                  |                             |   |         |         |  |  |                |                |
|  | Sibel- That's Where I'll Go         | -                                  |                             |   |         |         |  |  |                |                |
|  | Sibel- That's Where I'll Go         | -                                  | Sibel- That's Where I'll Go | - |         |         |  |  |                |                |
|  |                                     |                                    | Sibel- That's Where I'll Go | - |         |         |  |  |                |                |
|  |                                     | Ola- Love in Stereo                | -                           |   |         |         |  |  |                |                |
|  | Ola- Love in Stereo                 | Ola- Love in Stereo                | -                           | - |         |         |  |  |                |                |
|  | Ola- Love in Stereo                 |                                    |                             | - |         |         |  |  |                |                |
|  | Caracola- Smiling in Love           | -                                  |                             |   |         |         |  |  |                |                |
|  | Caracola- Smiling in Love           | -                                  | Sibel- That's Where I'll Go |   |         |         |  |  |                |                |
|  |                                     |                                    |                             |   |         |         |  |  |                |                |
|  |                                     | Nordman I lågornas sken            |                             |   |         |         |  |  |                |                |
|  | Nordman I lågornas sken             | -                                  |                             |   |         |         |  |  |                |                |
|  | Nordman I lågornas sken             | -                                  |                             |   |         |         |  |  |                |                |
|  | Carola & Andreas Johnson- One Love  | -                                  |                             |   |         |         |  |  |                |                |
|  | Carola & Andreas Johnson- One Love  | -                                  | Nordman I lågornas sken     | - |         |         |  |  |                |                |
|  |                                     |                                    | Nordman I lågornas sken     | - |         |         |  |  |                |                |
|  |                                     | Suzzie Tapper- Visst finns mirakel |                             |   |         |         |  |  |                |                |
|  | Thérèse Andersson- When You Need Me | -                                  |                             |   |         |         |  |  |                |                |
|  | Thérèse Andersson- When You Need Me | -                                  |                             |   |         |         |  |  |                |                |
|  | Suzzie Tapper- Visst finns mirakel  | -                                  |                             |   |         |         |  |  |                |                |
|  | Suzzie Tapper- Visst finns mirakel  | -                                  |                             |   |         |         |  |  |                |                |

#### Finale
De finale van Melodifestivalen werd gehouden op 15 maart 2008 in de Ericsson Globe te Stockholm. Charlotte Perrelli mag Zweden vertegenwoordigen op het Songfestival.
| Charlotte Perrelli   | Hero                  | Fredrik Kempe, Bobby Ljunggren                                   | 114 | 110 | 224 | 1ste |
| Sibel                | That is where I'll go | Christian Antblad                                                | 39  | -   | 39  | 7e   |
| Rongedal             | Just a minute         | Amir Aly, Henrik Wikström, Magnus Rongedal, Henrik Rongedal      | 76  | 66  | 142 | 4e   |
| Linda Bengtzing      | Hur svårt kan det va? | Johan Fransson, Tobias Lundgren, Tim Larsson                     | 64  | -   | 64  | 5e   |
| Christer Sjogren     | I love Europe         | Torgny Söderberg, Magnus Johansson, Ingela Forsman               | 1   | 22  | 23  | 9e   |
| Amy Diamond          | Thank you             | Sandra Nordström, Mathias Venge, Peter Wennerberg                | 25  | 11  | 36  | 8e   |
| Sanna Nielsen        | Emtpy room            | Bobby Ljunggren, Aleena Gibson                                   | 74  | 132 | 206 | 2e   |
| Nordman              | I lågornas sken       | Lina Eriksson, Mårten Eriksson                                   | 4   | 44  | 48  | 6e   |
| Frida feat. Headline | Upp o hoppa           | Anderz Wrethov, Frida Muranius, Sam Persson                      | 6   | -   | 6   | 10e  |
| BWO                  | Lay your love on me   | Alexander Bard, Anders Hansson, Bobby Ljunggren, Henrik Wikström | 70  | 88  | 158 | 3e   |

## In Belgrado
In de tweede halve finale moest men aantreden als 2de net na IJsland en voor Turkije.
Aan het einde van de avond was gebleken dat men naar de finale mocht, men was op een 12de plaats geëindigd met 54 punten. Normaal was dit niet voldoende, echter koos de jury deze als 10de finalist.
Men ontving 1 keer het maximum van de punten.
België en  Nederland zaten in de andere halve finale.
In de finale moest Charlotte Perrilli optreden als 15de net na Letland en voor Denemarken.
Aan het einde van de puntentelling was gebleken dat Zweden 18de was geworden met een totaal van 47 punten.
Men ontving van 1 land het maximum van de punten.
België en  Nederland hadden geen punten over voor deze inzending.

### Gekregen punten

#### Halve Finale
| 12 punten    | 10 punten | 8 punten                                     | 7 punten  | 6 punten                          |
| ------------ | --------- | -------------------------------------------- | --------- | --------------------------------- |
| - Denemarken |           | - IJsland                                    | - Malta   | - Verenigd Koninkrijk             |
| 5 punten     | 4 punten  | 3 punten                                     | 2 punten  | 1 punt                            |
|              | - Cyprus  | - Litouwen - Portugal - Servië - Zwitserland | - Turkije | - Albanië - Frankrijk - Hongarije |

#### Finale
| 12 punten | 10 punten | 8 punten            | 7 punten           | 6 punten                                          |
| --------- | --------- | ------------------- | ------------------ | ------------------------------------------------- |
| - Malta   |           | - Denemarken        | - Noorwegen        |                                                   |
| 5 punten  | 4 punten  | 3 punten            | 2 punten           | 1 punt                                            |
| - Finland |           | - Albanië - IJsland | - Estland - Servië | - Cyprus - Hongarije - Israël - Litouwen - Spanje |

### Punten gegeven door Zweden

#### Halve Finale 2
Punten gegeven in de halve finale:
| 12 punten | Denemarken      |
| 10 punten | IJsland         |
| 8 punten  | Letland         |
| 7 punten  | Albanië         |
| 6 punten  | Turkije         |
| 5 punten  | Portugal        |
| 4 punten  | Kroatië         |
| 3 punten  | Oekraïne        |
| 2 punten  | Noord-Macedonië |
| 1 punt    | Georgië         |

#### Finale
Punten gegeven in de finale:
| 12 punten | Noorwegen             |
| 10 punten | Bosnië en Herzegovina |
| 8 punten  | IJsland               |
| 7 punten  | Finland               |
| 6 punten  | Servië                |
| 5 punten  | Denemarken            |
| 4 punten  | Frankrijk             |
| 3 punten  | Letland               |
| 2 punten  | Armenië               |
| 1 punt    | Griekenland           |